# Trashi Yangtse
Trashi Yangtse är en distriktshuvudort i Bhutan.   Den ligger i distriktet Trashiyangste, i den östra delen av landet, 180 kilometer öster om huvudstaden Thimphu. Trashi Yangtse ligger 1 788 meter över havet och antalet invånare är 3 025.
Terrängen runt Trashi Yangtse är bergig åt sydost, men åt nordväst är den kuperad. Trashi Yangtse ligger nere i en dal. Runt Trashi Yangtse är det ganska tätbefolkat, med 70 invånare per kvadratkilometer.. Närmaste större samhälle är Shali, 15,8 kilometer söder om Trashi Yangtse.
I omgivningarna runt Trashi Yangtse växer i huvudsak blandskog.